# Heilige-Familie-Kirche (Gliwice)

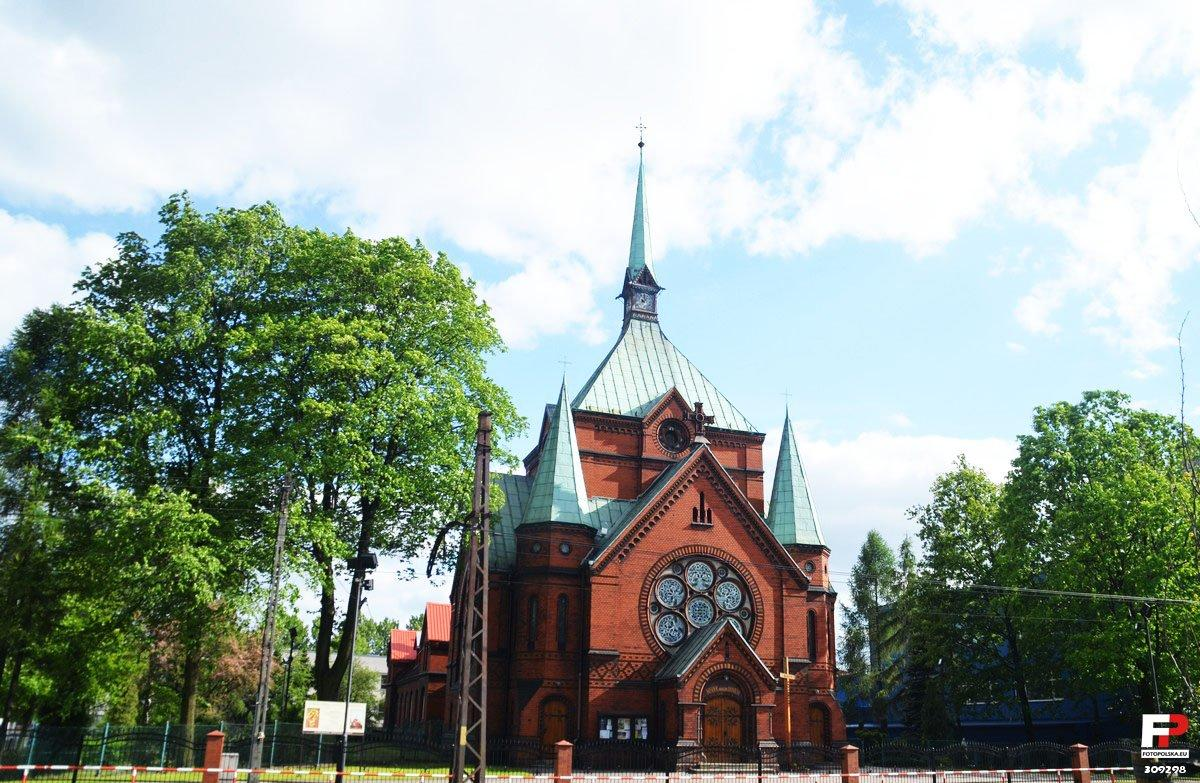
Ansicht der Kirche

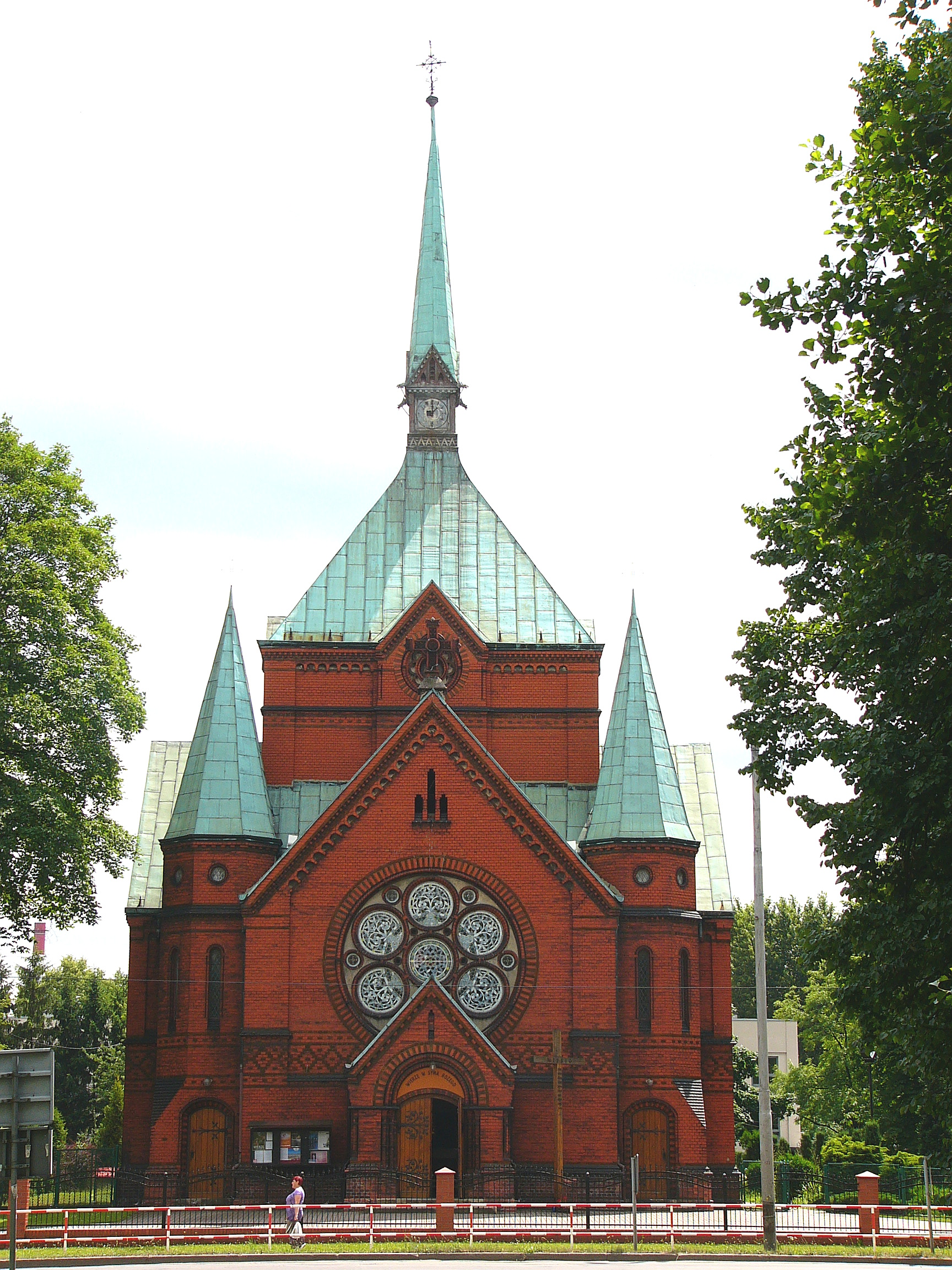
Hauptportal der Kirche

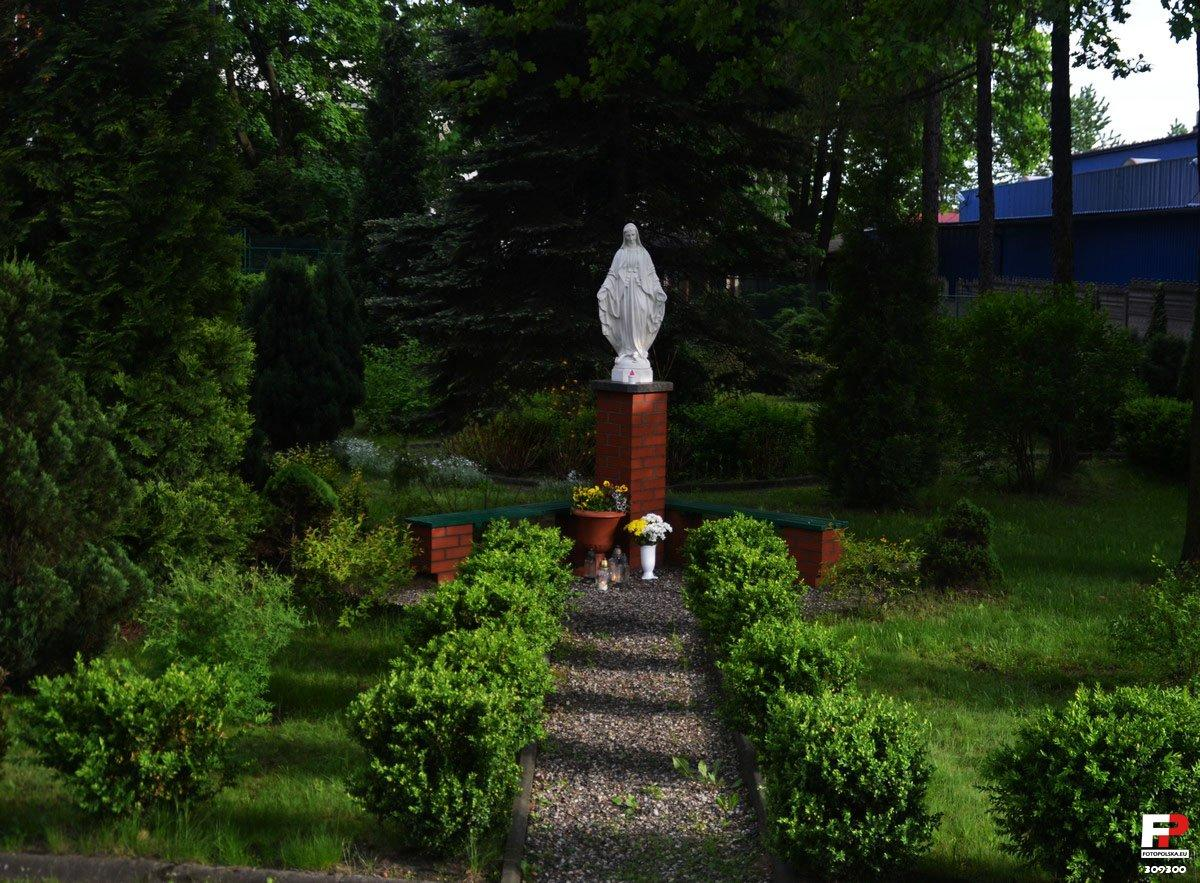
Marienfigur an der Kirche

Die Heilige-Familie-Kirche (polnisch Kościół św. Rodziny) im oberschlesischen Gliwice (Gleiwitz) ist eine römisch-katholische Pfarrkirche. Die Kirche im neoromanischen Stil stammt vom Beginn des 20. Jahrhunderts und ist der Heiligen Familie geweiht. Früher wurde sie als Huldschinskykirche oder Huldschinskykapelle bezeichnet. Die Heilige-Familie-Kirche gehört der Pfarrgemeinde zur Heiligen Familie in Gliwice (Gleiwitz) im Dekanat Gliwice-Sośnica des Bistums Gliwice an. Sie befindet sich an der Ulica Chorzowska 46 im Stadtteil Baildona (davor Zatorze (Stadtwaldviertel)).

## Geschichte
Zwischen 1892 und 1894 entstand die Huldschinsky-Siedlung. In der Siedlung betreuten die Borromäerinnen einen Kindergarten und eine kleine Kapelle. 1898 baten die Borromäerinnen den Besitzer der Huldschinsky-Werke Oscar Huldschinsky um die Finanzierung und den Bau einer Kirche für die Bewohner der Siedlung.
Am 5. Juli 1900 wurde der Grundstein gelegt. Die Kirche wurde nach den Plänen des Berliner Architekten Örtzen im neoromanischen Stil auf dem Grundriss eines griechischen Kreuzes erbaut. Am 9. April 1901 wurde die Kirche eingeweiht.
1908 übernahm die Pfarrgemeinde St. Bartholomäus die Betreuung der Kirche. 1918 haben die Huldschinsky-Werke der Kirche das Gelände und Kirchengebäude zur dauerhaften Nutzung übertragen. Am 1. April 1924 wurde eine eigenständige Pfarrgemeinde gegründet. Am 1935 wurde die Kirche durch den Erzbischof von Breslau Kardinal Adolf Bertram geweiht (Kirchweihe). 1946 übernahmen die Missionare von der Heiligen Familie die Betreuung der Kirchengemeinde.
Im Dezember 2021 begann die Restaurierung des Kirchturms. Das Kreuz auf der Kirchturmspitze wurde bereits 2018 abgenommen.

## Architektur
Bei der Heilige-Familie-Kirche handelt es sich um ein neoromanisches Bauwerk mit einer roten Ziegelsteinfassade mit Dekorationselementen aus dunklen Ziegelsteinen. Auf dem Giebel über dem Eingang befindet sich ein Kreuz aus Stein. An der Fassade befinden sich mehrere Fensterrosetten unterschiedlicher Größen. Die Kirche besitzt in der Mitte des Daches als Dachreiter einen einzelnen schmalen Kirchturm mit einer Uhr. Daneben besitzt zwei weitere kleine Türme links und rechts des Eingangsportals.
Zur Ausstattung der Kirche gehören eine goldene Figur des gekreuzigten Christus, die mit Pflanzen-Ornamenten verziert ist, ein dreiteiliger Hochaltar mit den Figuren der heiligen Anna und der heiligen Barbara. Die Wandnischen im Kirchenchor sind mit einigen Malereien verziert, die Heilige und die heilige Familie zeigen. Zudem gibt es zwei Seitenaltäre, die der Barmherzigkeit Gottes und der Mutter Gottes von der Immerwährenden Hilfe gewidmet sind. Außerdem finden sich einige Heiligenfiguren in der Kirche.